# Procinetus crudelis
Procinetus crudelis är en stekelart som först beskrevs av Joseph Kriechbaumer 1896.  Procinetus crudelis ingår i släktet Procinetus och familjen brokparasitsteklar. Utöver nominatformen finns också underarten P. c. nigriventris.